# Keri Hilson-diszkográfia
Ez Keri Hilson amerikai R&B énekesnő eddigi zenei kiadványainak listája. Napjainkig két stúdióalbuma, és huszonkilenc kislemeze jelent meg az Interscope lemezcég gondozásában.
Magyarországon a Mahasz hivatalos rádiós slágerlistáján eddig egy saját száma és két közreműködése jelent meg, ebből a Timbaland előadóval közösen rögzített The Way I Are című felvétel listavezető lett.

## Stúdióalbumok
| Év   | Adatok                                                 | Listás helyezések | Listás helyezések | Listás helyezések | Listás helyezések | Listás helyezések | Listás helyezések | Listás helyezések | Listás helyezések | Listás helyezések | Minősítések és eladások    |
| Év   | Adatok                                                 | U.S.              | U.S. R&B          | AUS               | CAN               | IRL               | NL                | SWI               | UK                | HUN               | Minősítések és eladások    |
| ---- | ------------------------------------------------------ | ----------------- | ----------------- | ----------------- | ----------------- | ----------------- | ----------------- | ----------------- | ----------------- | ----------------- | -------------------------- |
| 2009 | In a Perfect World… - Formátum: CD, digitális letöltés | 4                 | 1                 | -                 | 13                | 35                | -                 | 67                | 22                | -                 | - US: Arany - US: 500,000+ |
| 2010 | No Boys Allowed - Formátum: CD, digitális letöltés     | 11                | 7                 | -                 | -                 | 96                | -                 | -                 | 76                | -                 | - 205,000                  |

## Kislemezek
| Év                                                                          | Adatok                                   | Listás helyezések | Listás helyezések | Listás helyezések | Listás helyezések | Listás helyezések | Listás helyezések | Listás helyezések | Listás helyezések | Listás helyezések | Eladási minősítések | Album               |
| Év                                                                          | Adatok                                   | U.S.              | U.S. R&B          | AUS               | CAN               | IRL               | NL                | SWI               | UK                | HUN               | Eladási minősítések | Album               |
| --------------------------------------------------------------------------- | ---------------------------------------- | ----------------- | ----------------- | ----------------- | ----------------- | ----------------- | ----------------- | ----------------- | ----------------- | ----------------- | ------------------- | ------------------- |
| 2008                                                                        | Energy                                   | 78                | -                 | -                 | -                 | -                 | -                 | 64                | 43                | -                 |                     | In a Perfect World… |
| 2008                                                                        | Return The Favor (feat. Timbaland)       | -                 | -                 | -                 | -                 | 19                | -                 | -                 | 19                | -                 |                     | In a Perfect World… |
| 2008                                                                        | Turning Me On (feat. Lil Wayne)          | 15                | 2                 | -                 | 80                | -                 | -                 | -                 | -                 | 26                | - US: Platina       | In a Perfect World… |
| 2009                                                                        | Knock You Down (feat. Ne-Yo, Kanye West) | 3                 | 1                 | 24                | 9                 | 2                 | 24                | -                 | 5                 | -                 | - US: 2x Platina    | In a Perfect World… |
| 2009                                                                        | Make Love                                | -                 | -                 | -                 | -                 | -                 | -                 | -                 | -                 | -                 |                     | In a Perfect World… |
| 2009                                                                        | Slow Dance                               | -                 | 49                | -                 | -                 | -                 | -                 | -                 | -                 | -                 |                     | In a Perfect World… |
| 2009                                                                        | Change Me                                | -                 | -                 | -                 | -                 | -                 | -                 | -                 | -                 | -                 |                     | In a Perfect World… |
| 2009                                                                        | I Like1                                  | -                 | -                 | -                 | -                 | -                 | -                 | 5                 | 34                | -                 | - SWI: Platina      | In a Perfect World… |
| 2010                                                                        | Breaking Point                           | -                 | 44                | -                 | -                 | -                 | -                 | -                 | -                 | -                 |                     | No Boys Allowed     |
| 2010                                                                        | Pretty Girl Rock                         | 24                | 4                 | -                 | 81                | 50                | -                 | 62                | 53                | -                 | - US: Platina       | No Boys Allowed     |
| 2010                                                                        | Slow Dance                               | -                 | -                 | -                 | -                 | -                 | -                 | -                 | -                 | -                 |                     | No Boys Allowed     |
| 2011                                                                        | One Night Stand (feat. Chris Brown)      | -                 | 19                | -                 | -                 | -                 | -                 | -                 | -                 | -                 |                     | No Boys Allowed     |
| 2011                                                                        | Lose Control (feat. Nelly)               | -                 | 77                | -                 | -                 | -                 | 50                | -                 | -                 | -                 |                     | No Boys Allowed     |
| Magyar listás helyezések a Mahasz Rádiós Top 40-ben elért eredmény alapján. |                                          |                   |                   |                   |                   |                   |                   |                   |                   |                   |                     |                     |

1 Habár az I Like című dal nem került fel a Mahasz Rádiós listájára, az Editors’ Choice listán a 23. helyen chartolt.

### Kislemezek közreműködőként
| Év                                                                          | Adatok                                      | Listás helyezések | Listás helyezések | Listás helyezések | Listás helyezések | Listás helyezések | Listás helyezések | Listás helyezések | Listás helyezések | Listás helyezések | Eladási minősítések            | Album        |
| Év                                                                          | Adatok                                      | U.S.              | U.S. R&B          | AUS               | CAN               | IRL               | NL                | SWI               | UK                | HUN               | Eladási minősítések            | Album        |
| --------------------------------------------------------------------------- | ------------------------------------------- | ----------------- | ----------------- | ----------------- | ----------------- | ----------------- | ----------------- | ----------------- | ----------------- | ----------------- | ------------------------------ | ------------ |
| 2007                                                                        | The Way I Are (feat Timbaland)              | 3                 | -                 | 1                 | 1                 | 1                 | 4                 | 3                 | 1                 | 1                 | - AUS: Platina - US: 3xPlatina | Schock Value |
| 2007                                                                        | Scream (feat Timbaland, Nicole Scherzinger) | -                 | -                 | 20                | 41                | 10                | 16                | -                 | 12                | 33                |                                | Schock Value |
| 2009                                                                        | Number One (feat R Kelly)                   | 59                | 8                 | -                 | -                 | -                 | -                 | -                 | -                 | -                 |                                | Untitled     |
| 2010                                                                        | Got Your Back (feat T.I.)                   | 38                | 10                | -                 | -                 | -                 | -                 | -                 | 45                | -                 | - US: Platina                  | No Mercy     |
| Magyar listás helyezések a Mahasz Rádiós Top 40-ben elért eredmény alapján. |                                             |                   |                   |                   |                   |                   |                   |                   |                   |                   |                                |              |